# Charles Revson
Charles Revson (11 octobre 1906 – 24 août 1975) est un homme d'affaires et philanthrope américain. Il est principalement connu comme pionnier de l'industrie cosmétique, créateur et promoteur de l'entreprise Revlon pendant quatre décennies.